# St. Stephan (Zustorf)

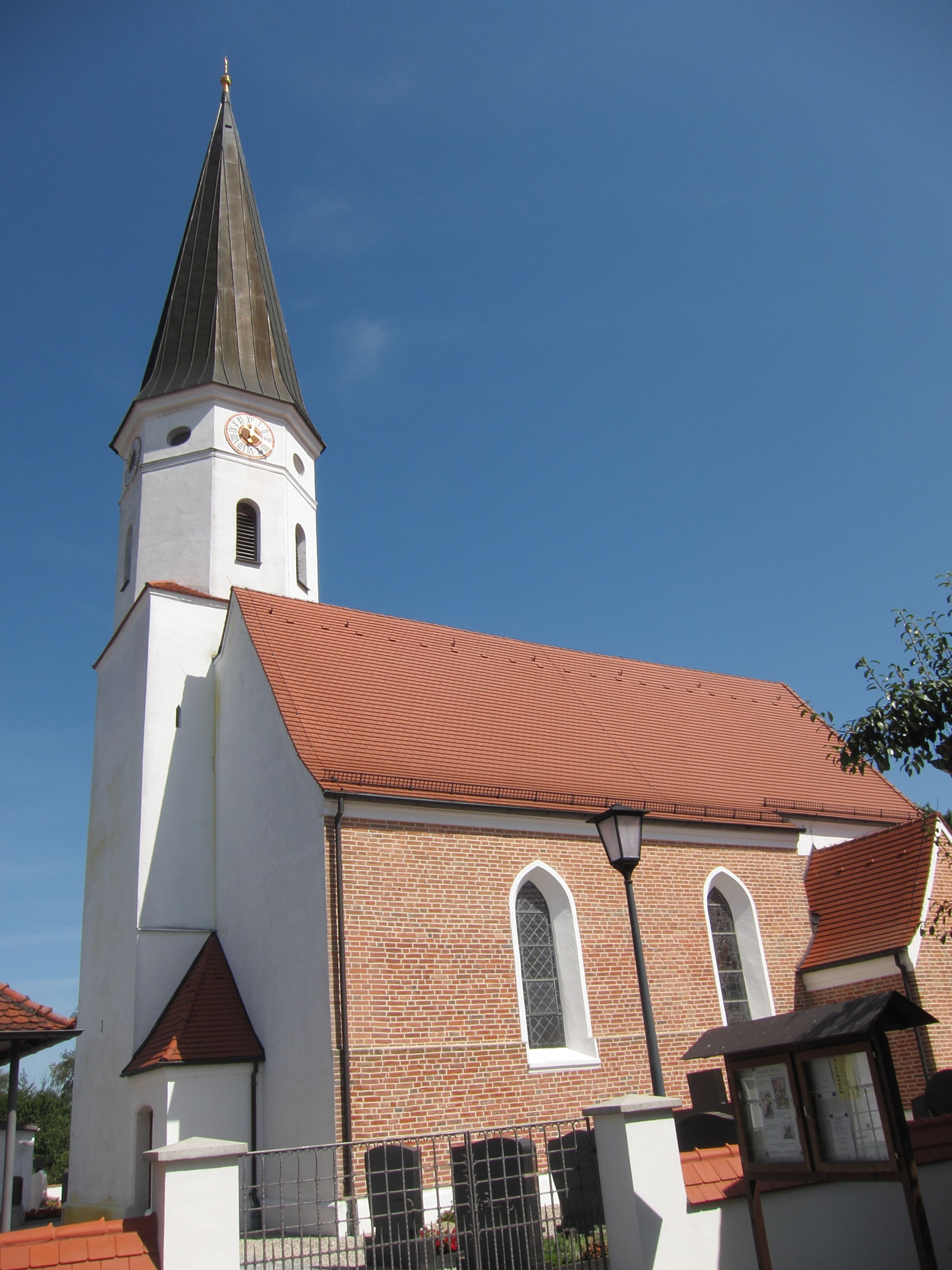
St. Stephan in Zustorf

Die römisch-katholische Filialkirche St. Stephan steht in Zustorf, einem Gemeindeteil von Langenpreising im oberbayerischen Landkreis Erding. Sie ist in der Liste der Baudenkmäler in Langenpreising unter der Nummer D-1-77-126-6 eingetragen. Die Kirche gehört zum Dekanat Erding im Erzbistum München und Freising.

## Beschreibung
Die Saalkirche wurde 1510 erbaut. Sie besteht aus dem Langhaus und dem eingezogenen Chor mit Fünfachtelschluss im Osten, die beide aus unverputzten Backsteinen errichtet wurden. Die Sakristei steht an der Südwand des Chors. Der Kirchturm ist in die Nordwestecke des Langhauses zu drei Vierteln eingestellt. Seine unteren quadratischen Geschosse stammen aus der zweiten Hälfte des 13. Jahrhunderts. Er wurde mit einem achteckigen Geschoss aufgestockt, das den Glockenstuhl mit drei Glocken und die Turmuhr enthält, und mit einem spitzen Helm bedeckt. Die neogotische Kirchenausstattung wurde in den Jahren 1870 bis 1874 errichtet.
Die heutige Orgel wurde 1976 von Guido Nenninger erbaut.